# همیلتون (کانزاس)
همیلتون (به انگلیسی: Hamilton) شهری در ایالت کانزاس کشور ایالات متحده آمریکا است که جمعیت آن در سرشماری سال ۲۰۱۰ میلادی، ۲۶۸ نفر بوده‌است.